# Marky Markowitz
Irvin „Marky“ Markowitz (* 1. Dezember 1923 in Washington, D.C.; † 11. November 1986) war ein US-amerikanischer Jazz- und Studiomusiker (Trompete, Flügelhorn, auch Gesang).
Markowitz arbeitete ab den frühen 1940er-Jahren in den Orchestern von Charlie Spivak, Jimmy Dorsey, Sonny Dunham, Boyd Raeburn, 1946 in Woody Hermans First Herd und bei Sonny Berman, anschließend in der kurzlebigen Bigband von Buddy Rich. 1947/48 gehörte er Hermans Secomd Herd an, und spielte ferner bei Gene Krupa. Im Bereich des Jazz war er zwischen 1941 und 1980 an 200 Aufnahmesessions beteiligt, u. a. auch bei Louie Bellson, Al Cohn, Paul Desmond, Bill Evans, Grant Green, Urbie Green, Coleman Hawkins, Lee Konitz/Jimmy Giuffre, Butch Miles, Tony Mottola, Jackie Paris, George Russell, Joe Thomas und Kai Winding. Zu hören ist er auch auf Butch Miles’ Miles and Miles of Swing (1978). Als Studiomusiker wirkte er ab den 1950ern auch bei Aufnahmen von The Coasters, Eumir Deodato (Prelude), Neil Diamond, Hugo Montenegro und Paul Simon („Stranded in a Limousine“) mit. 1960 legte er unter eigenem Namen die LP Mark’s Vibes vor. 1984 wirkte er noch in der Band von Bob Wilber am Soundtrack des Films Cotton Club mit.

## Diskografie
- The Three Horns of Herb Steward / Marky’s Vibes; Herbie Steward mit Eddie Duran, Smith Dobson, Tee Carson (1988) und Marky Markowitz mit Urbie Green, Al Cohn, John Bunch (ed. 2002)